# Notothylas breutelii
Notothylas breutelii là một loài rêu trong họ Notothyladaceae. Loài này được Gottsche mô tả khoa học đầu tiên.